# Ludowy Ruch Ukrainy

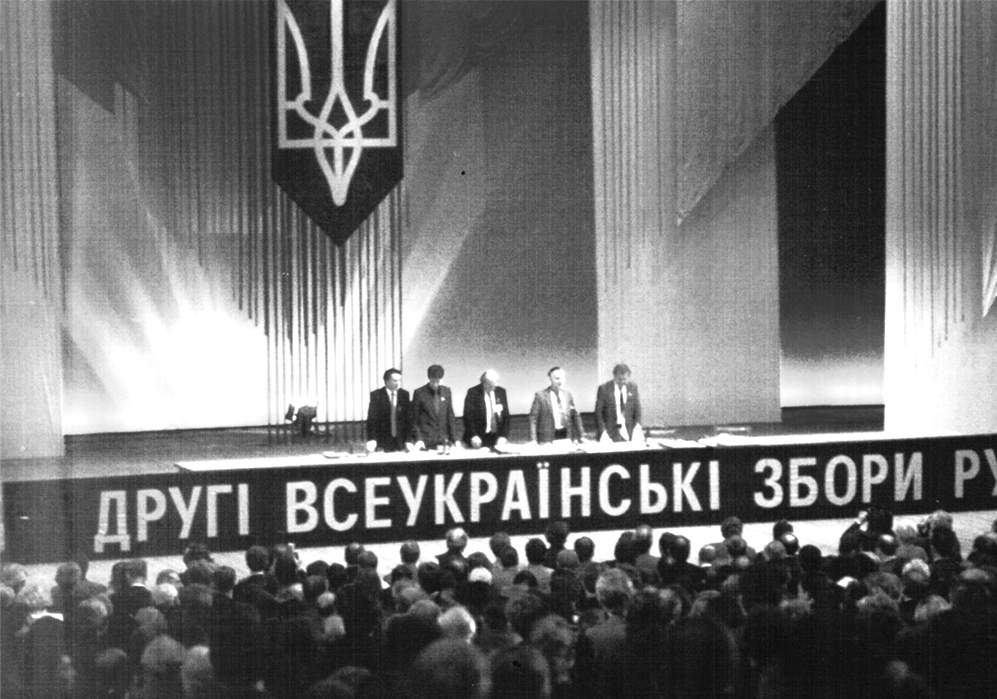
Zjazd Ludowego Ruchu Ukrainy w 1990

Ludowy Ruch Ukrainy (ukr. Народний Рух України, NRU) – ukraińska prawicowa, umiarkowanie nacjonalistyczna partia polityczna.

## Historia
Ugrupowanie zostało zawiązane w 1989 jako Ludowy Ruch Ukrainy na rzecz Przebudowy z Iwanem Draczem na czele. Do formacji przystąpiła znaczna część ukraińskich politycznych dysydentów. W 1992 sformalizowano działalność, przyjmując nazwę Ludowy Ruch Ukrainy, którego przewodniczącym został Wiaczesław Czornowił (w przeszłości organizator m.in. Ukraińskiej Grupy Helsińskiej).
W 1994 wprowadziła 20 posłów do ukraińskiego parlamentu. W wyborach w 1998 partia z wynikiem 9,4% zajęła drugie miejsce, uzyskała łącznie 46 mandatów w Radzie Najwyższej. Najwyższe poparcie otrzymała w obwodach zachodnich. Wkrótce w Ruchu zaczęło dochodzić do sporów między liderami. Ostateczny rozłam nastąpił wkrótce po nagłej i powodującej liczne spekulacje śmierci Wiaczesława Czornowiła. W 1999 Jurij Kostenko wraz z około połową deputowanych utworzył Ukraiński Ludowy Ruch, w 2003 przekształcony w Ukraińską Partię Ludową. Na czele NRU stanął natomiast były minister spraw zagranicznych Hennadij Udowenko.
Przed wyborami parlamentarnymi w 2002 Ruch przystąpił do Bloku Nasza Ukraina, z ramienia którego uzyskał około 20 mandatów. Rok później szefem ugrupowania został Borys Tarasiuk. W wyborach prezydenckich w 2004 NRU wsparł Wiktora Juszczenkę. W 2005 część liderów partii przeszła do nowej formacji, Ludowego Związku „Nasza Ukraina” (m.in. deputowani Jurij Kluczkowski i Lilija Hryhorowycz oraz nowy minister sprawiedliwości Roman Zwarycz).
W wyborach parlamentarnych w 2006 stronnictwo w ramach Bloku Nasza Ukraina uzyskało około 10 mandatów. W rządzie Wiktora Janukowycza Borys Tarasiuk ponownie objął (na kilka miesięcy) stanowisko ministra spraw zagranicznych.
W lipcu 2007 partia przystąpiła do koalicji Nasza Ukraina-Ludowa Samoobrona celem wspólnego startu w przedterminowych wyborach parlamentarnych. Do Rady Najwyższej VI kadencji ugrupowanie wprowadziło sześciu deputowanych. W drugim rządzie Julii Tymoszenko wiceprzewodniczący NRU Wasyl Kujbida objął stanowisko ministerialne. W 2012 przedstawiciele NRU kandydowali do parlamentu z ramienia Batkiwszczyny. W 2013 część działaczy przeszła do partii byłej premier. Na czele NRU stanął Wasyl Kujbida, ugrupowanie miało połączyć się z UNP, do czego formalnie nie doszło, a partia zaprzestała szerszej działalności.